# Stryphnodendron obovatum
Stryphnodendron obovatum är en ärtväxtart som beskrevs av George Bentham. Stryphnodendron obovatum ingår i släktet Stryphnodendron och familjen ärtväxter. Inga underarter finns listade i Catalogue of Life.